# 5017 Тендзі
5017 Тендзі́ (5017 Tenchi) — астероїд головного поясу, відкритий 18 лютого 1977 року.
Тіссеранів параметр щодо Юпітера — 3,142.
Названо на честь імператора Тендзі (яп. てんち(天智) тенті).